# Clara Bow
Clara Gordon Bow (Brooklyn, Nueva York, 29 de julio de 1905-Los Ángeles, 27 de septiembre de 1965) fue una actriz estadounidense, conocida por su trabajo en el cine mudo en los años 1920. Fue, además, el arquetipo de flapper y la Chica It original, poseedora de uno de los rostros más bellos de su época.

## Biografía

### Primeros años
Bow nació en Brooklin , en el seno de una familia disfuncional afectada por enfermedades mentales, pobreza y abuso emocional. Era la tercera hija de la familia, pero sus otros hermanos nacieron muertos. Su madre, pensando que Clara también acabaría muriéndose, no se molestó en hacerle un certificado de nacimiento.
De pequeña solía jugar con los chicos en la calle, pues las niñas no querían jugar con ella a causa de sus ropas viejas y sucias. Un amigo suyo, Johnny, murió quemado en sus brazos cuando ella tenía 10 años. Años después, Bow fue capaz de llorar a voluntad durante una película recordando este suceso.
Su madre, Sarah Gordon, era una prostituta ocasional que sufría epilepsia. Su padre, Robert Bow, raramente hacía acto de presencia y supuestamente era un disminuido psíquico. Solía maltratar tanto a su mujer como a Clara y se argumenta que llegó a violar a ésta cuando tenía unos 15 años de edad, aunque no hay ninguna fuente que lo corrobore. 
En 1921, Clara ganó un concurso de una revista de cine, cuyo premio era participar en una película. Había mandado dos fotos de sí misma a la revista, fotos que ella odiaba pero que impresionaron al jurado, que la seleccionó como ganadora. Así, le fue concedido un pequeño papel en la película Beyond the Rainbow, pero para desilusión de Clara todas sus escenas fueron suprimidas y solo se añadirían de nuevo a la película años más tarde.
Bow también tenía que lidiar con su madre, que pensaba que actuar era para prostitutas, por ello incluso llegó a amenazar de muerte a su propia hija.
Sarah Gordon murió más tarde, en 1923, cuando su hija Clara empezaba a abrirse camino en el cine.

## Carrera
La primera aparición de Bow en el cine mudo fue en la película Down to the Sea in Ships, y a partir de ese momento aparecería en multitud de papeles secundarios en películas mudas.
Bow decidió entonces probar fortuna en Hollywood, donde gracias al productor B. P. Schulberg consiguió varios pequeños papeles por los que fue elegida una de las WAMPAS Baby Stars en 1924.
En cuanto hizo un poco de dinero, se llevó a su padre a vivir con ella en Hollywood, e intentó encontrarle un trabajo aunque todos sus proyectos fracasaron. El hombre se dedicaba a emborracharse e intentar llamar la atención de las chicas diciéndoles que era el padre de Clara Bow. A pesar de todo, Bow gozó de muy buena fama durante este período debido a su carácter amable y siempre humilde, agradecida por la oportunidad que se le había presentado.
En 1925, consiguió su primer papel importante en Días de colegial, que fue un gran éxito y la convirtió de la noche a la mañana en la estrella más popular del momento. Además, empezó un romance con el actor Gilbert Roland, con el que llegaría a salir al mismo tiempo que con el director Victor Fleming, que la contrató para la película Flor de capricho.

### La 'Chica It'

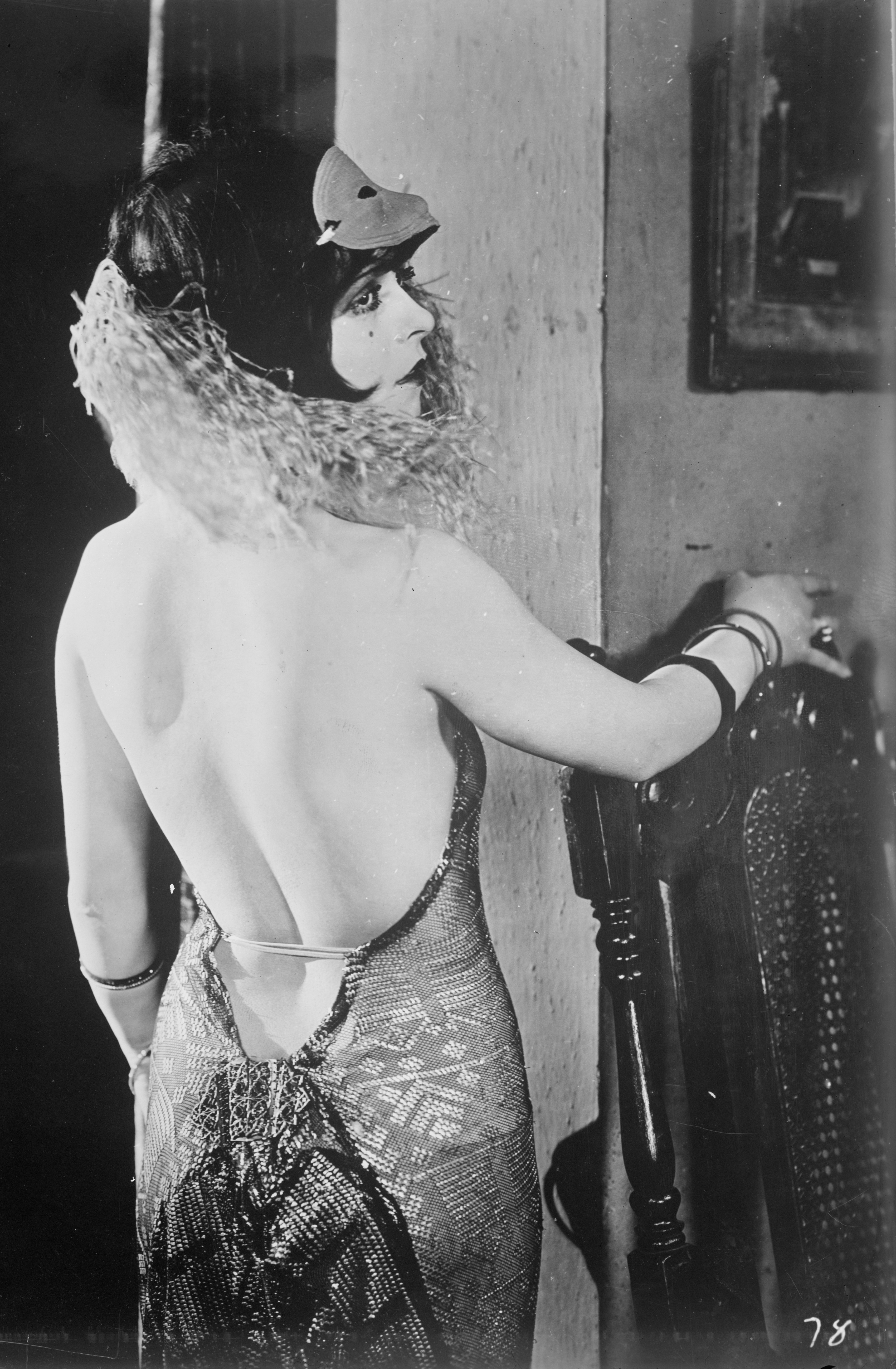
Retrato de Clara Bow.

En 1927, llegó a la cima de su popularidad con la película ' ('It', en inglés). Bow ya había sido llamada 'Chica It' por la escritora Elinor Glyn en su libro homónimo; «Ello, ese extraño magnetismo que atrae a ambos sexos... Descaradamente, con autoconfianza, indiferente al efecto que produce.»
«Ello, demonios. Ella lo tenía», dijo Dorothy Parker.
Esta imagen fue además espoleada por la prensa que seguía con ansiedad cada nuevo romance de Bow. Entre algunos de sus amantes, se dice que se encontraban Gary Cooper, John Gilbert, un joven John Wayne e incluso Béla Lugosi.RY
Precisamente esta reputación de 'devorahombres', unida a sus problemas con las drogas y el alcoholismo le hicieron perder popularidad entre sus compañeros de trabajo. Además, Clara comenzó a quejarse de la falta de profundidad de sus personajes, ya que los estudios se limitaban a vestirla en trajes exóticos para conseguir audiencia, sin preocuparse más por el contenido del personaje.
Esto, sumado a la inestabilidad emocional fruto de tantos sucesos horribles en su infancia, comenzó a mermar las fuerzas de Bow, que además tuvo que soportar la humillación de que los estudios Paramount cancelaran sus películas y le reclamaran el dinero de los vestidos que se quedara de los rodajes (mientras que otras actrices se los quedaban sin más), además de hacerle pagar sus propias fotos publicitarias.
Su contrato incluyó también una 'cláusula de moralidad' ofreciéndole un plus de 500.000 dólares si «se portaba como una dama en público y procuraba no salir en los tabloides».
En 1927, Bow protagonizó la película Alas, que ganó el primer Óscar de la historia a la mejor película.
Con las películas sonoras The Wild Party, Dangerous Curves y The Saturday Night Kid, todas lanzadas en 1929, Bow mantuvo su posición como la principal atracción de taquilla y reina de Hollywood. Ni la calidad de la voz de Bow ni su acento de Brooklyn fueron un problema para Bow, sus fans o Paramount.

### Últimos años
En 1932, Bow se casó con el actor Rex Bell, con quien tuvo dos hijos, Tony y George.
Apareció en el programa de radio Truth or Consequence en 1948, pero después su única aparición pública fue en el funeral de su marido, en 1962.
Tras intentar suicidarse, fue 'diagnosticada' de esquizofrenia en 1949 y fue sometida a duros tratamientos, incluyendo el electroshock. 
Pasó sus últimos años viviendo en una casa modesta con su familia. Murió el 27 de septiembre de 1965 a causa de un ataque al corazón. Está enterrada en el cementerio 'Forest Lawn Memorial Park' en Glendale, California.
Por su contribución a la industria del cine, Clara Bow posee una estrella en el Paseo de la Fama de Hollywood.

## Citas
- "Cuanto más sé de los hombres, más quiero a mi perro".

- "Incluso ahora sigo sin poder confiar en la vida. Me hizo demasiadas cosas horribles cuando era pequeña".

## Filmografía completa
- Beyond the Rainbow (1922)
- Down to the Sea in Ships (1922)

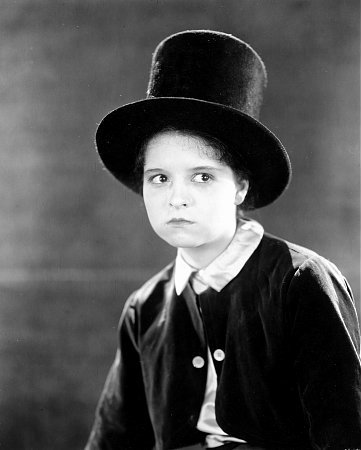
Clara Bow en Down to the Sea in Ships (1922).

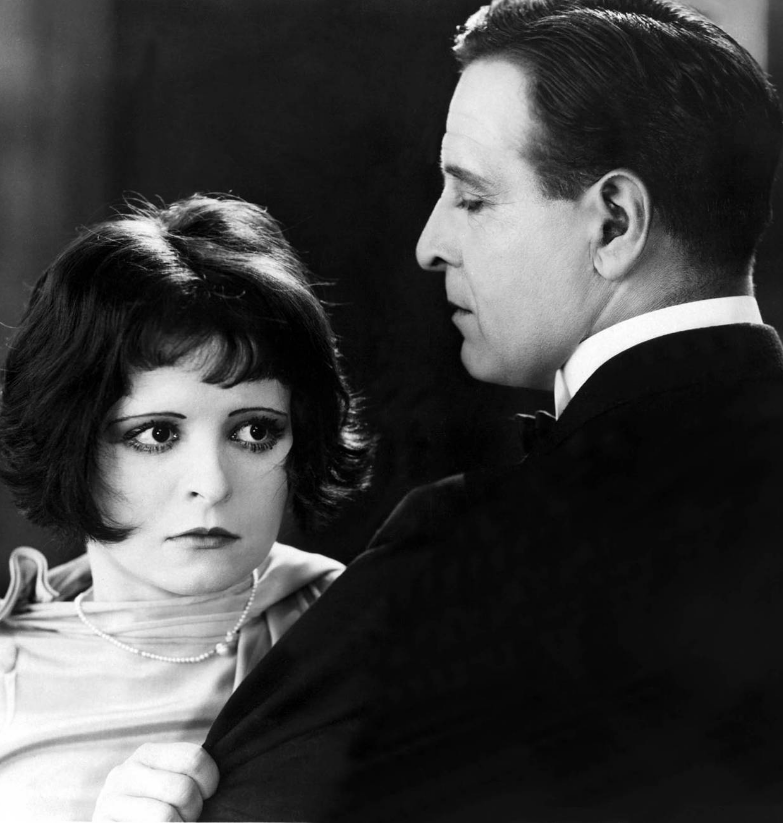
Clara Bow en Madres que bailan (1926).

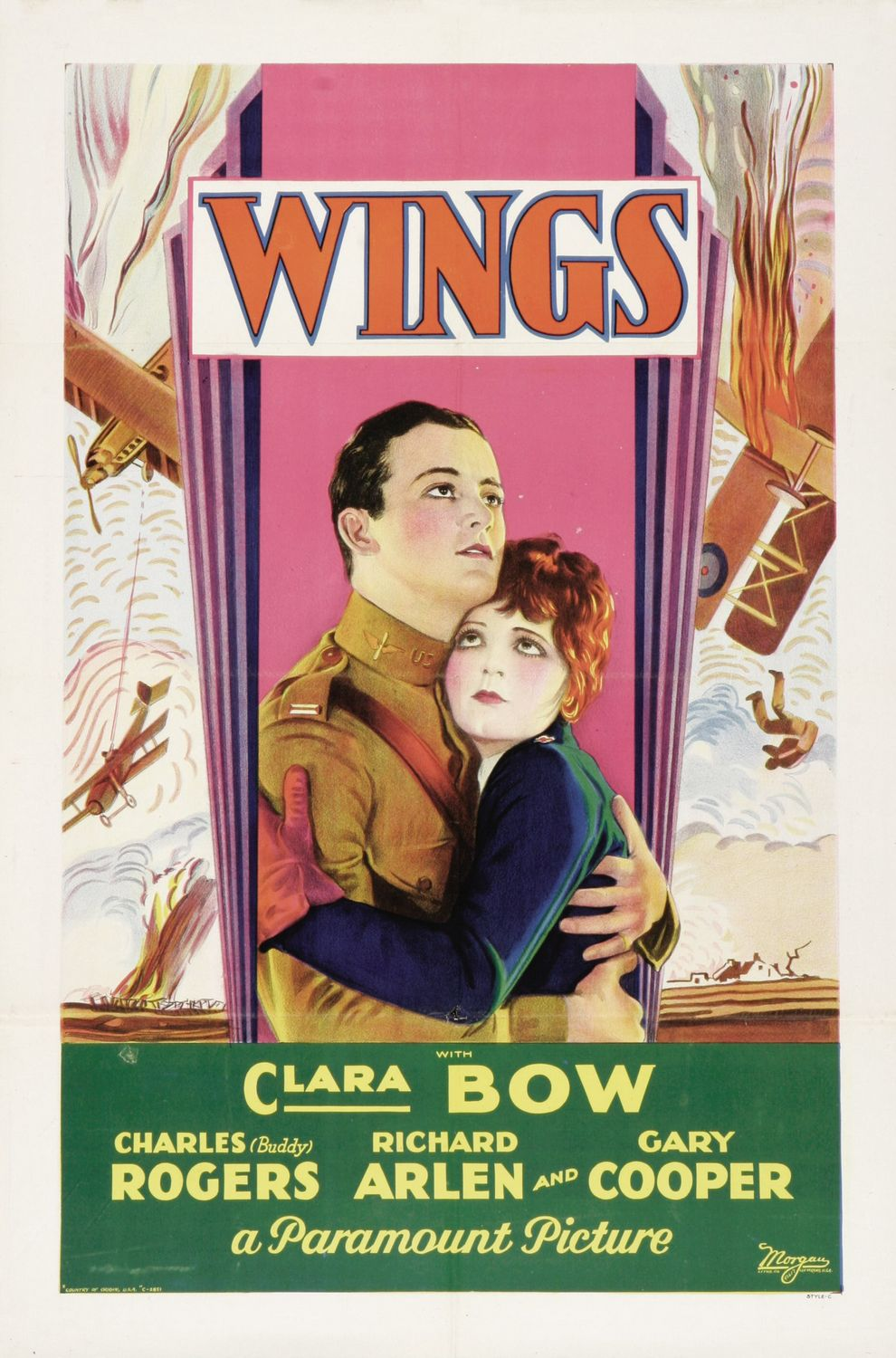
Cartel de la película Alas (1927).

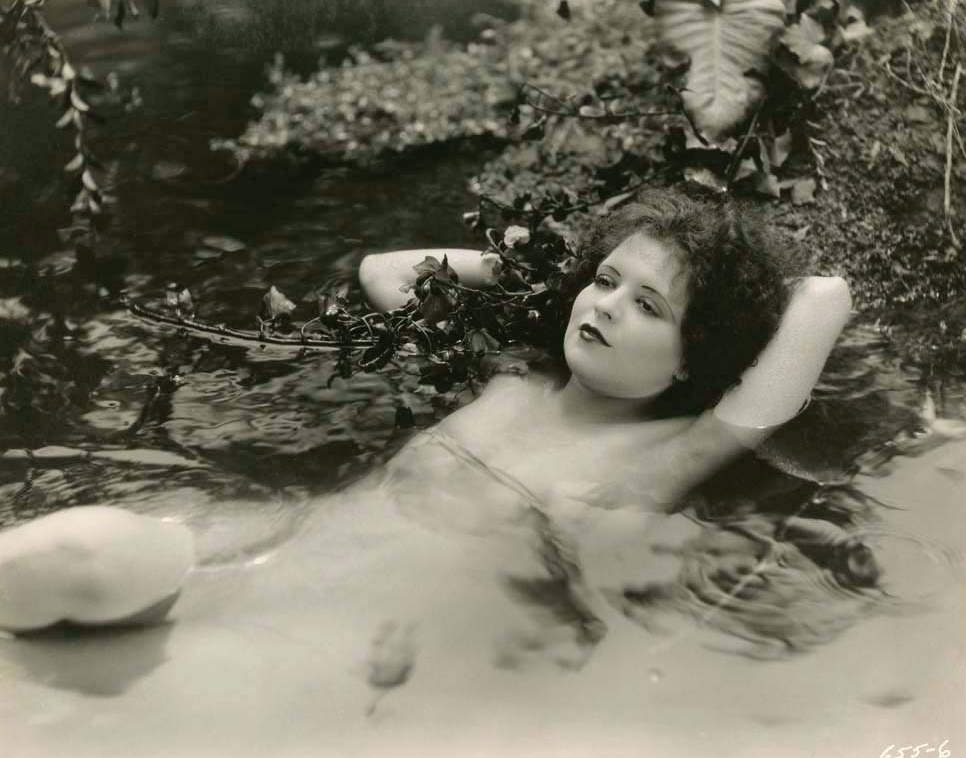
Clara Bow en Hula (1927).

- Los enemigos de la mujer (Enemies of Women) (1923)
- The Daring Years (1923)
- Maytime (1923)
- El pecado de volver a ser joven (Black Oxen) (1923)
- Grit (1924)
- El paraíso envenenado (Poisoned Paradise) (1924)
- Daughters of Pleasure (1924)
- Wine (1924)
- Empty Hearts (1924)
- Helen's Babies (1924)
- This Woman (1924)
- Black Lightning (1924)
- Capital Punishment (1925)
- The Adventurous Sex (1925)
- Eve's Lover (1925)
- The Lawful Cheater (1925)
- The Scarlet West (1925)
- My Lady's Lips (1925)
- Amor de París (Parisian Love) (1925)
- Divorciémonos (Kiss Me Again) (1925)
- The Keeper of the Bees (1925)
- The Primrose Path (1925)
- Free to Love (1925)
- Más valiente que malo (The Best Bad Man) (1925)
- Días de colegial (The Plastic Age) (1925)
- The Ancient Mariner (1925)
- My Lady of Whims (1925)
- Dancing Mothers (Dancing Mothers) (1926)
- Shadow of the Law (1926)
- Two Can Play (1926)
- Madres que bailan (1926)
- Radiante juventud (Fascinating Youth) (1926)
- La fugitiva (The Runaway) (1926)
- Flor de Capricho (Mantrap) (1926)
- Kid Boots (1926)
- Ello (It) (1927)
- Los hijos del divorcio (Children of Divorce)  (1927)
- Rosa la revoltosa (Rough House Rosie) (1927)
- Alas (Wings) (1927)
- (Hula)(1927)
- A Trip Through the Paramount Studio (1927) (corto)
- Get Your Man (1927)
- Red Hair (1928)
- Una de tantas (Ladies of the Mob) (1928)
- The Fleet's In (1928)
- Three Weekends (1928)
- Hollywood Snapshots #11 (1929) (corto)
- La loca orgía (The Wild Party) (1929)
- Curvas peligrosas (Dangerous Curves) (1929)
- La chica de la noche del sábado (The Saturday Night Kid) (1929)
- Paramount on Parade (1930)
- Fiel A La Marina (True to the navy) (1930)
- Love Among the Millionaires (1930)
- Her Wedding Night (1930)
- No Limit (1931)
- Kick In (1931)
- Sangre roja (Call Her Savage) (1932)
- Hoop-La (1933)